# トマス・ハワード (第2代エフィンガム伯爵)
第2代エフィンガム伯爵トマス・ハワード（英語: Thomas Howard, 2nd Earl of Effingham、1714年ごろ – 1763年11月19日）は、グレートブリテン王国の貴族、軍人。1731年から1743年までハワード卿の儀礼称号を使用した。軍人としての最終階級は陸軍中将。

## 生涯
初代エフィンガム伯爵フランシス・ハワードと1人目の妻ダイアナ（Diana、旧姓オファレル（O'Farrell）、ファーガス・オファレルの娘）の息子として、1714年ごろに生まれた。
1734年2月19日、ウェスト・ライディング・オブ・ヨークシャーの副統監に任命された。
1739年1月7日にホース・グレナディア・ガーズ第2中隊の旗手に任命され、1740年5月10日にFirst Lieutenant and Captain（大尉）に、1743年4月11日にFirst Lieutenant and Lieutenant-Colonel（中佐）に昇進した。
1743年2月12日に父が死去すると、エフィンガム伯爵位を継承、4月16日に副軍務伯に就任した。政治ではホイッグ党に属した。
1749年8月20日に国王ジョージ2世のエー＝ド＝カン（副官）に任命された。1754年12月2日に第34歩兵連隊隊長（大佐）に任命され、1758年1月15日に少将に、1760年2月22日に中将に昇進した後、1760年10月30日にホース・グレナディア・ガーズ第1中隊隊長に任命された。軍人としてはエドワード・ギボンから「眠ったような将軍」（our drowzy General、1761年）と評された。
1763年11月19日に急死、26日にサリー州グレート・ブッカムで埋葬された。長男トマスが爵位を継承した。

## 家族

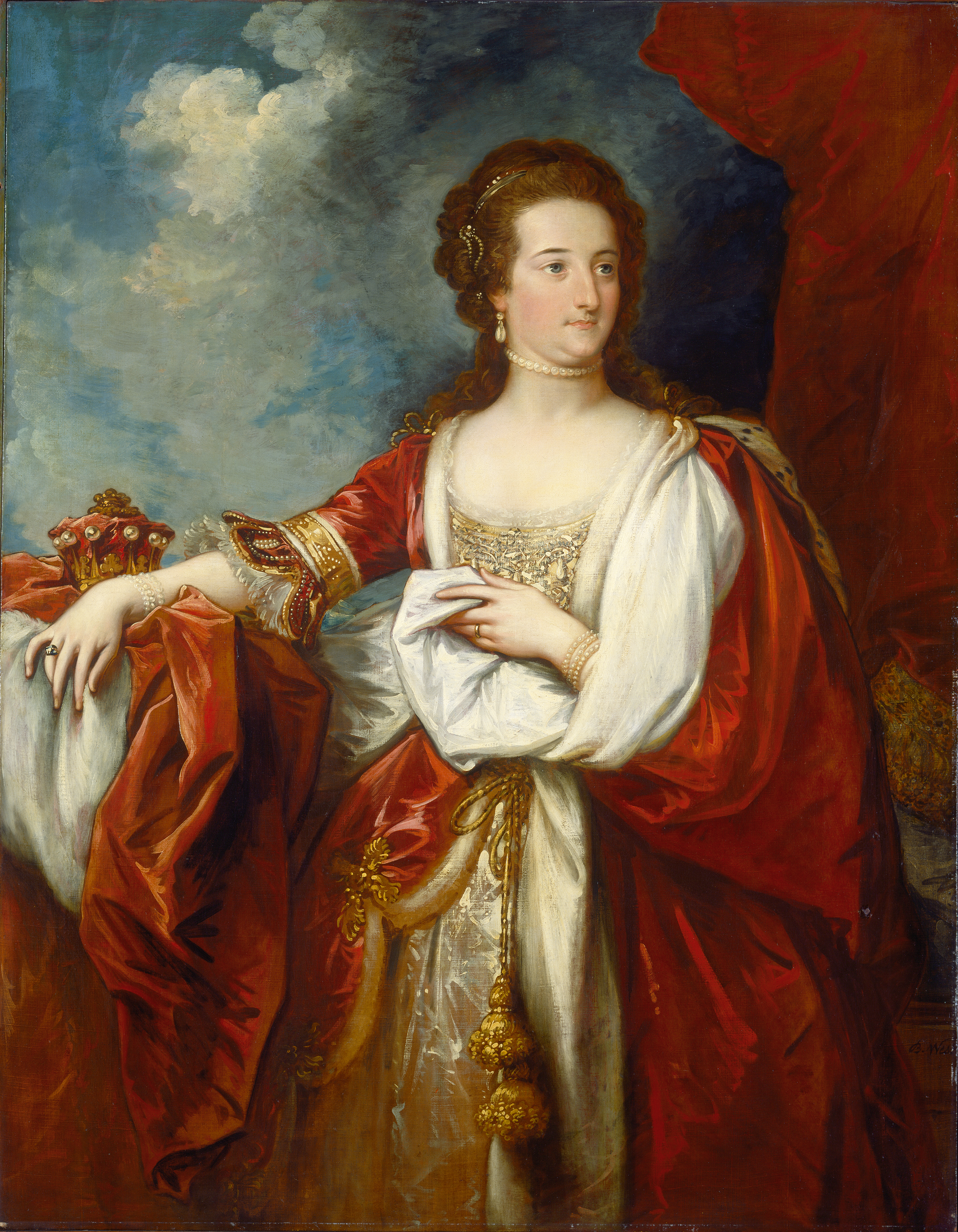
エフィンガム伯爵夫人エリザベス。ベンジャミン・ウエスト画、1797年ごろ。

1745年2月14日、エリザベス・ベックフォード（1725年2月18日 – 1791年10月13日、ピーター・ベックフォードの娘）と結婚、2男3女をもうけた。
- トマス（1747年1月13日 – 1791年11月19日） - 第3代エフィンガム伯爵[1]
- リチャード（1748年2月21日 – 1816年12月10日） - 第4代エフィンガム伯爵[1]
- エリザベス（1815年10月31日没） - 1774年1月、聖職者ヘンリー・レジナルド・コートネイ（英語版）（1741年12月27日 – 1803年6月9日）と結婚、子供あり[4]
- アン - クリストファー・カールトン（英語版）（1787年没）と結婚[3]
- マリア（1754年ごろ – 1836年3月14日） - 1772年5月22日、初代ドーチェスター男爵ガイ・カールトンと結婚、子供あり[5]